# Luca Spinola (Doge, 1489)
Luca Spinola (* um 1489 in Genua; † 1579 ebendort) war der 57. Doge der Republik Genua.

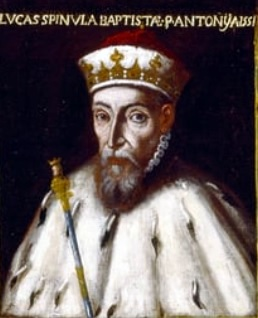
Luca Spinola

## Leben

Wappen der Familie Spinola

Er wurde um 1489 in Genua als Sohn von Battista Spinola (Namensvetter des Dogen) und Francesca Grimaldi geboren. Nachdem er bereits in seiner Jugend in den Militärdienst der Republik eingetreten war, ging er in die genuesischen Geschichtsbücher ein, weil er als Podestà von Sanremo eine plötzliche türkische Landung energisch abgewehrt hatte. Später wurde er Padre del Comune di Genova und ab 1550 Gouverneur des genuesischen Staates.
Luca Spinola wurde am 4. Januar 1551 zum Dogen gewählt, dem 12. in zweijähriger Folge und dem 57. in der republikanischen Geschichte, ein Amt, das er bis zum 4. Januar 1553 innehatte. Zu seinen Taten während seiner Amtszeit gehörte neben der Anwerbung von Söldnertruppen aus ganz Italien zur Verteidigung und Sicherheit der Republik auch der Kauf der „Tuguri“ der alten Stadtviertel La Maddalena, San Francesco di Castelletto und Fontane Marose für 5.000 Genueser Lire, um sie dann an die reichsten Adelsfamilien weiterzuverkaufen, die dort prächtige Wohnpaläste errichten sollten. Während seiner zweijährigen Amtszeit wurde auch mit dem Bau der Basilica di Santa Maria Assunta in Carignano begonnen, einem Werk von Galeazzo Alessi.
Am Ende seines Dogeats bekleidete er das Amt des ewigen Prokurators der Republik und war in anderen staatlichen Aufgaben tätig, darunter zwei Botschafter in Rom und Frankreich. Im Jahr 1566 wurde er verwundet, als er einem Attentäter entkam, der von Giovanni Stefano Lercari, dem Sohn des späteren Dogen Giovanni Battista Lercari (von Luca Spinola in einer Rede vor dem Senat zitiert, die Lercaris Sohn als beleidigend empfand) beauftragt worden war. Stattdessen wurde aus Versehen oder wegen einer Verwechslung der ehemaligen Dogen Agostino Pinelli Ardimenti getötet.
Als er 1579 in Genua starb, wurde er auf seinen ausdrücklichen Wunsch hin in der Grabstätte der Familie Spinola in der Benediktinerkirche Santa Caterina, im dem heiligen Benedikt geweihten Altar begraben.